# 멀티바이브레이터

R1, R2 = 1 kΩ, R3, R4 = 10 kΩ

멀티바이브레이터(multivibrator)는 발진기, 타이머, 플립플롭과 같이 두 개의 상태를 지니는 여러 가지 단순 시스템을 추가하는 데 쓰이는 전자 회로이다.

## 종류
비안정 멀티바이브레이터(astable multivibrator)
두 개의 출력이 모두 동작 상태가 불안정하여 논리 1(SET)과 논리0(RESET) 상태를 일정 주기로 번갈아 하는 회로로서, 주로 디지털 시스템에 대한 클록 신호로 사용된다. 무안정 바이브레이터는 인버터 하나로도 만들 수 있다. 인버터의 출력을 입력에 정궤환(positive feedback)시키면 클록 신호를 얻을 수 있다. 어떤 이유로 입력이 논리 0이면 출력은 논리 1로 되고, 이것이 다시 입력에 궤환되면 출력은 논리 0으로 되고 그리하여 게이트 전파시간만큼을 주기로 하여 논리 1과 논리 0을 반복한다.
인버터 하나만으로 구성된 발진기는 동작을 훌륭히 해내기는 하나 발진주파수를 조정하기가 어렵다는 문제점이 있다. 그래서 2개의 인버터와 저항 및 콘덴서를 사용하여 발진기를 구성한다. 두 인버터 소자와 R, C는 사소하나마 차이가 있기 마련이고, 이 때문에 전원을 투입할 때 두 인버터 중 어느 하나가 먼저 동작한
단안정 멀티바이브레이터(Monostable multivibrator)
한쪽 상태에서만 동작 상태가 안정적이고 다른 상태는 불안정한 회로를 말한다.
쌍안정 멀티바이브레이터(Bistable multivibrator)
양쪽 모두 회로가 안정적임을 뜻한다..